# مطار مستغانم
مطار مستغانم هو مطار يقع في مدينة مستغانم غير متحكم به يحتوي على مدرجين معبدين واحد اساسي (1300*45)و اخر ثانوي (700*30).

## تاريخه
استعمل المطار في الحرب العالمية الثانية حيث نزلت فيه عدة طائرات للحلفاء.

## توسعة المطار وتهيئته
سيتم اطلاق مشروع لتوسعة وتهيئة المطار الذي سيستعمل لأغراض مدنية وعسكرية عن طريق توسيع المدرج الرئيسي على طول 2.4 كلم، ما سيسمح باستقبال الطائرات من الحجم المتوسط والصغير، إلى جانب تهيئة مساحة الإستقبال وبرج المراقبة، حسب المعايير المعمول بها عالميا.